# Обдах (судебный округ)
Судебный округ Обдах (нем. Gerichtsbezirk Obdach) — бывший судебный округ и, одновременно, бывший налоговый участок (налоговое управление) в Австрии (до 1867 года — в Австрийской империи, затем до 1918 года — в Австро-Венгрии), в федеральной земле Штирия (до 1918 года — в составе герцогства Штирия).
Судебный округ Обдах включал в себя территориальную юрисдикцию в районном суде Обдах и подчинялся вышестоящему государственному региональному суду компетентной юрисдикции федеральной земли Штирия — земельному суду в Леобене (фактически, вплоть до 1 марта 1993 года, эту функцию выполнял районный суд Леобена). Он охватывал южную часть политического округа Юденбург (в настоящее время — политический округ Мурталь) в крайсе Брукк герцогства Штирия и в 1923 году в результате реорганизации был ликвидирован с присоединением к судебному округу Юденбург.

## История
В результате революции 1848 года в Австрийской империи, которая была направлена в первую очередь против монархического абсолютизма, одним из направлений стало также создание новых административных органов, включая и судебные округа.

### Решение о создании судебного округа

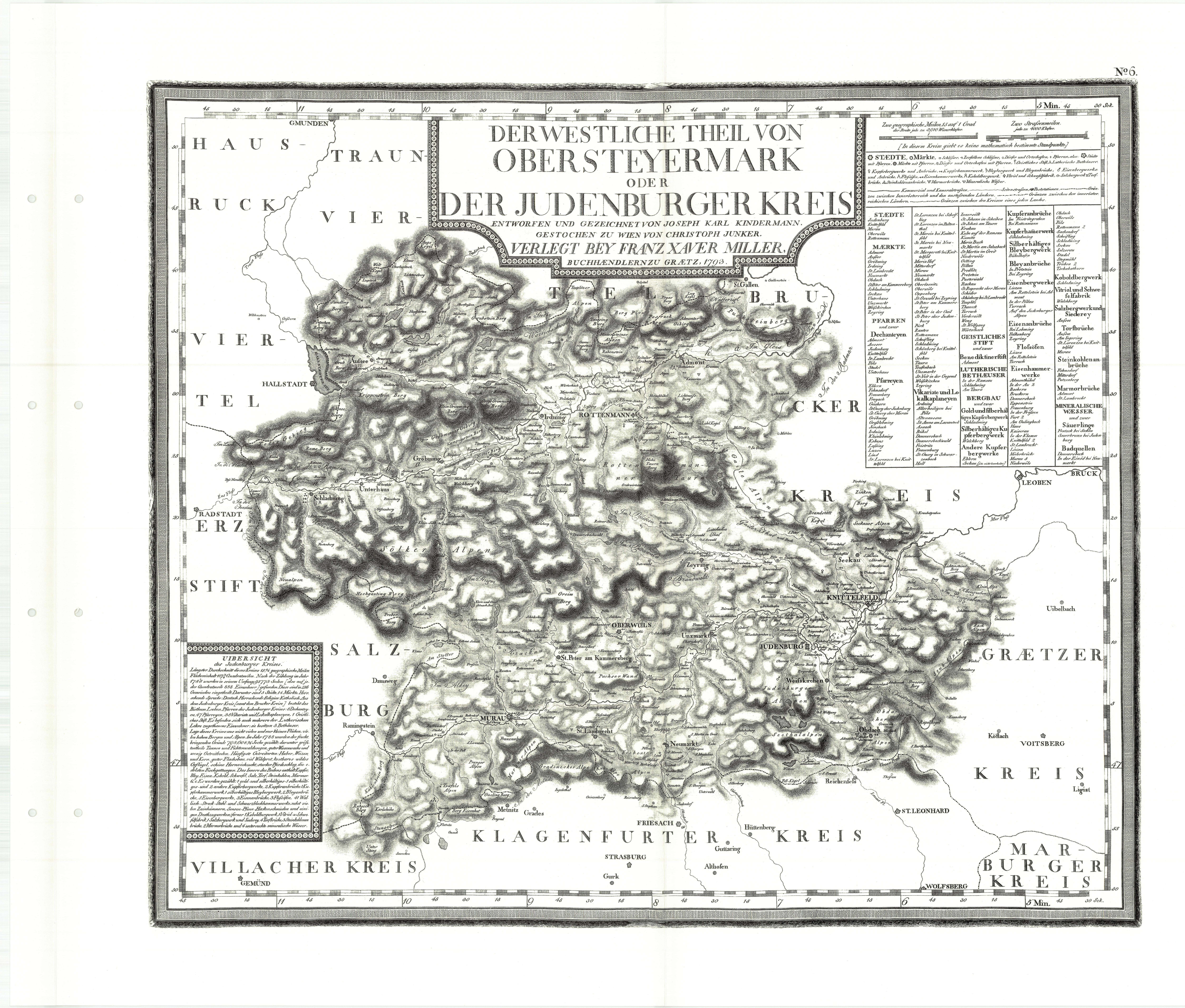
Обдах в составе крайса Юденбург

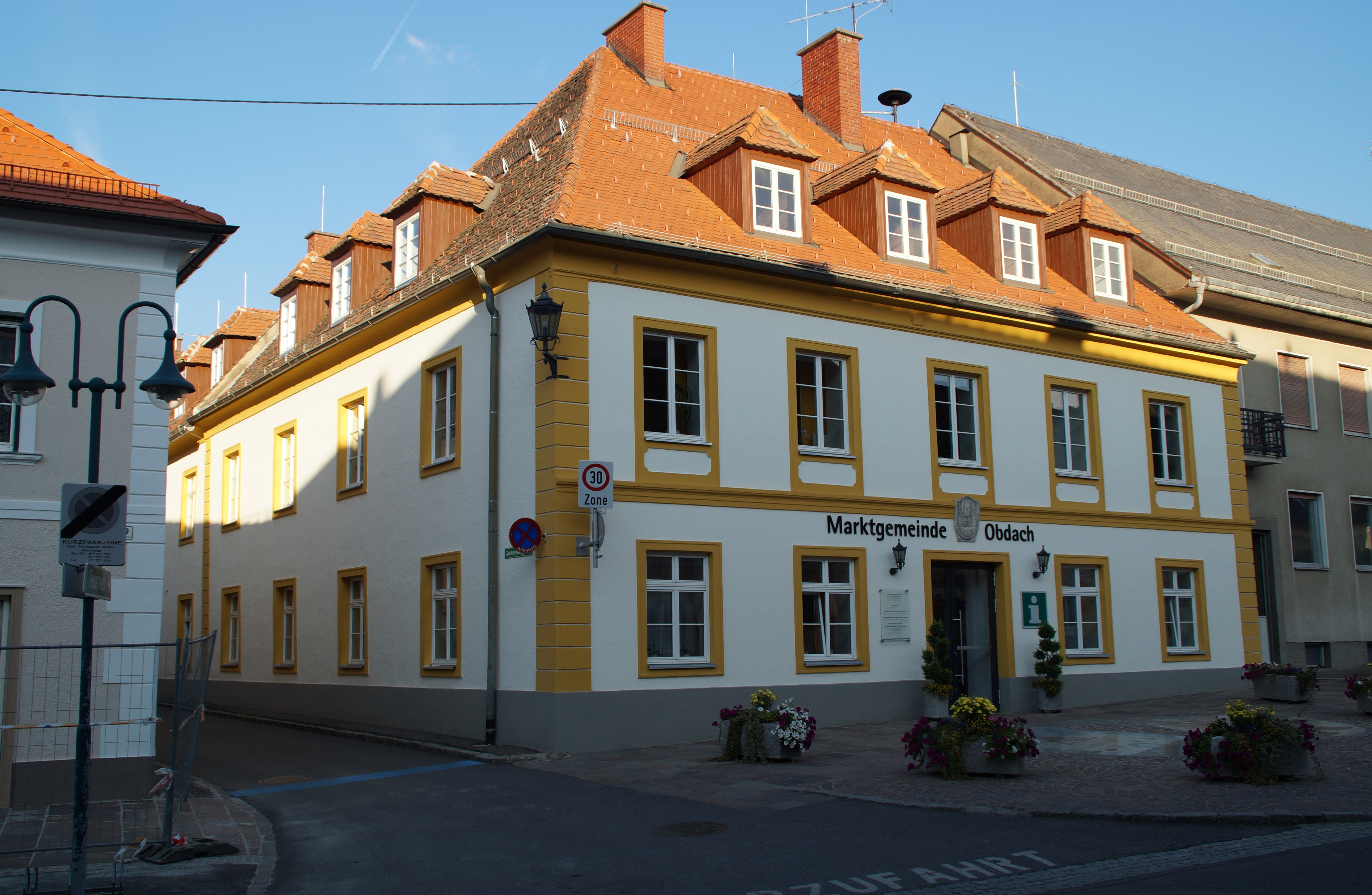
Ратуша в Обдахе (Мурталь, Штирия)

Седьмого октября 1850 года увидел свет Указ губернатора коронной земли Штирия от 20 сентября 1850 года № 378, который обнародовал решение Государственной судебной комиссии по Императорскому патенту (закону) от 17 марта 1849 года № 170 о создании новых административно-территориальных единиц: новых приходов (политических общин), налоговых участков (отделений), судебных и политических округов, районов (крайсов) в Штирии, включая и судебный округ Обдах.
Судебный округ первоначально включал в себя семь новых приходов (нем. Benennung der neuen Ortsgemeinden): Granitzen, Kienberg, Lavantegg, Obdach, Obdachegg, Prethal и Schwarzenbach и территориально охватывал семь кадастровых общин.
По данным переписи 1846 года:
- территория судебного округа — 18 025,92 га[1][12][Комм. 1][13][Комм. 2];
- население — 3 786 чел.[1];
- плотность населения — 21,00 чел./км²;
- землеобеспеченность с учётом внутренних вод — 47 612 м²/чел.

| Состав судебного округа Обдах по данным переписи 1846 года (политические общины) | Состав судебного округа Обдах по данным переписи 1846 года (политические общины) | Состав судебного округа Обдах по данным переписи 1846 года (политические общины) | Состав судебного округа Обдах по данным переписи 1846 года (политические общины) | Состав судебного округа Обдах по данным переписи 1846 года (политические общины) | Состав судебного округа Обдах по данным переписи 1846 года (политические общины) | Состав судебного округа Обдах по данным переписи 1846 года (политические общины) | Состав судебного округа Обдах по данным переписи 1846 года (политические общины) | Состав судебного округа Обдах по данным переписи 1846 года (политические общины) | Состав судебного округа Обдах по данным переписи 1846 года (политические общины) | Состав судебного округа Обдах по данным переписи 1846 года (политические общины) | Состав судебного округа Обдах по данным переписи 1846 года (политические общины) |
| № п/п | Текущий номер                                                                    | Название политических общин                                                      | Название политических общин                                                      | Кадастровая площадь, га                                                          | Население, чел.                                                                  | Плотность населения, чел./км²                                                    | Землеобес-печенность, м²/чел.                                                    | Первое упоминание (дата образования)                                             | Община                                                                           | Община                                                                           | Община                                                                           |
| № п/п | Текущий номер                                                                    |                                                                                  |                                                                                  | Кадастровая площадь, га                                                          | Население, чел.                                                                  | Плотность населения, чел./км²                                                    | Землеобес-печенность, м²/чел.                                                    | Первое упоминание (дата образования)                                             | тип (вид)                                                                        | статус (дата)                                                                    | примечание                                                                       |
| --- | -------------------------------------------------------------------------------- | -------------------------------------------------------------------------------- | -------------------------------------------------------------------------------- | -------------------------------------------------------------------------------- | -------------------------------------------------------------------------------- | -------------------------------------------------------------------------------- | -------------------------------------------------------------------------------- | -------------------------------------------------------------------------------- | -------------------------------------------------------------------------------- | -------------------------------------------------------------------------------- | -------------------------------------------------------------------------------- |
| 1 | 50                                                                               | Гранитцен                                                                        | Granitzen                                                                        | 3 770,37                                                                         | 494                                                                              | 13,10                                                                            | 76 323                                                                           | 1160                                                                             | LG                                                                               | —                                                                                | [ 14 ]                                                                           |
| 2 | 51                                                                               | Кинберг                                                                          | Kienberg                                                                         | 2 040,14                                                                         | 562                                                                              | 27,55                                                                            | 36 301                                                                           | 1310                                                                             | LG                                                                               | —                                                                                | [ 15 ]                                                                           |
| 3 | 52                                                                               | Лафантегг                                                                        | Lavantegg                                                                        | 4 710,65                                                                         | 699                                                                              | 14,84                                                                            | 67 391                                                                           | 1207                                                                             | LG                                                                               | —                                                                                | [ 16 ]                                                                           |
| 4 | 47                                                                               | Обдах                                                                            | Obdach                                                                           | 516,43                                                                           | 822                                                                              | 159,17                                                                           | 6 283                                                                            | 1190                                                                             | MG                                                                               | 1324                                                                             | [ 17 ] [ 18 ] [ 19 ]                                                             |
| 5 | 48                                                                               | Обдахегг                                                                         | Obdachegg                                                                        | 2 091,98                                                                         | 515                                                                              | 24,62                                                                            | 40 621                                                                           | 1400                                                                             | LG                                                                               | —                                                                                | [ 18 ]                                                                           |
| 6 | 49                                                                               | Преталь                                                                          | Prethal                                                                          | 2 786,95                                                                         | 319                                                                              | 11,45                                                                            | 87 365                                                                           | 1150                                                                             | LG                                                                               | —                                                                                | [ 20 ]                                                                           |
| 7 | 53                                                                               | Шварценбах                                                                       | Schwarzenbach                                                                    | 2 109,39                                                                         | 375                                                                              | 17,78                                                                            | 56 250                                                                           | 1150                                                                             | LG                                                                               | —                                                                                | [ 21 ]                                                                           |
| | 16.4                                                                             | Обдах                                                                            | Obdach                                                                           | 18 025,92                                                                        | 3 786                                                                            | 21,00                                                                            | 47 612                                                                           | 1849.03.17                                                                       | GB                                                                               | 1850.09.20                                                                       |                                                                                  |
| Примечание: LG — сельская община или община без статуса (нем. Landgemeinde или просто Gemeinde); MG — ярмарочная община (нем. Marktgemeinde); SG — городская община (нем. Stadtgemeinde); GB — судебный округ (нем. Gerichtsbezirk). |                                                                                  |                                                                                  |                                                                                  |                                                                                  |                                                                                  |                                                                                  |                                                                                  |                                                                                  |                                                                                  |                                                                                  |                                                                                  |

| Состав судебного округа Обдах по данным переписи 1846 года (кадастровые общины) | Состав судебного округа Обдах по данным переписи 1846 года (кадастровые общины) | Состав судебного округа Обдах по данным переписи 1846 года (кадастровые общины) | Состав судебного округа Обдах по данным переписи 1846 года (кадастровые общины) | Состав судебного округа Обдах по данным переписи 1846 года (кадастровые общины) | Состав судебного округа Обдах по данным переписи 1846 года (кадастровые общины) | Состав судебного округа Обдах по данным переписи 1846 года (кадастровые общины) | Состав судебного округа Обдах по данным переписи 1846 года (кадастровые общины) | Состав судебного округа Обдах по данным переписи 1846 года (кадастровые общины) |
| № п/п                                                                           | Кадастровый номер (2015)                                                        | Название кадастровых общин                                                      | Название кадастровых общин                                                      | Кадастровая площадь, м²                                                         | Население, чел.                                                                 | Плотность населения, чел./км²                                                   | Землеобес-печенность, м²/чел.                                                   | Политическая община                                                             |
| № п/п                                                                           | Кадастровый номер (2015)                                                        |                                                                                 | (нем.)                                                                          | Кадастровая площадь, м²                                                         | Население, чел.                                                                 | Плотность населения, чел./км²                                                   | Землеобес-печенность, м²/чел.                                                   | Политическая община                                                             |
| ------------------------------------------------------------------------------- | ------------------------------------------------------------------------------- | ------------------------------------------------------------------------------- | ------------------------------------------------------------------------------- | ------------------------------------------------------------------------------- | ------------------------------------------------------------------------------- | ------------------------------------------------------------------------------- | ------------------------------------------------------------------------------- | ------------------------------------------------------------------------------- |
| 1                                                                               | 65401                                                                           | Гранитцен                                                                       | Granitzen                                                                       | 37 703 713,13                                                                   | 494                                                                             | 13,10                                                                           | 76 323                                                                          | Гранитцен                                                                       |
| 2                                                                               | 65402                                                                           | Кинберг                                                                         | Kienberg                                                                        | 20 401 401,89                                                                   | 562                                                                             | 27,55                                                                           | 36 301                                                                          | Кинберг                                                                         |
| 3                                                                               | 65403                                                                           | Лафантегг                                                                       | Lavantegg                                                                       | 47 106 506,46                                                                   | 699                                                                             | 14,84                                                                           | 67 391                                                                          | Лафантегг                                                                       |
| 4                                                                               | 65404                                                                           | Обдах                                                                           | Obdach                                                                          | 5 164 272,85                                                                    | 822                                                                             | 159,17                                                                          | 6 283                                                                           | Обдах                                                                           |
| 5                                                                               | 65405                                                                           | Обдахегг                                                                        | Obdachegg                                                                       | 20 919 841,15                                                                   | 515                                                                             | 24,62                                                                           | 40 621                                                                          | Обдахегг                                                                        |
| 6                                                                               | 65406                                                                           | Преталь                                                                         | Prethal                                                                         | 27 869 541,89                                                                   | 319                                                                             | 11,45                                                                           | 87 365                                                                          | Преталь                                                                         |
| 7                                                                               | 65407                                                                           | Шварценбах                                                                      | Schwarzenbach                                                                   | 21 093 919,06                                                                   | 375                                                                             | 17,78                                                                           | 56 250                                                                          | Шварценбах                                                                      |
|                                                                                 | 654                                                                             | Обдах                                                                           | Obdach                                                                          | 180 259 200,43                                                                  | 3 786                                                                           | 21,00                                                                           | 47 612                                                                          |                                                                                 |

### Формирование судебного округа
Судебный округ Обдах (территория округа — 3,0 австрийские кв. мили, население на 31.10.1857 г. — 4 231 чел.) сформирован в 1868 году при разделении политической и судебной власти и вместе с судебными округами Книттельфельд, Оберцайринг и Юденбург вошёл в состав политического округа Юденбург.
Диаграмма изменения численности населения на территории судебного округа в 1782—2011 годах по данным налоговых, поместных, военных, церковно-приходских, судебных (1772—1863 гг.) и общенациональных (в том числе пробных и регистрационных) переписей за 1869—2011 гг.

Данные по Quelle: Statistik Austria; Historisches Ortslexikon Steiermark. Teil 1, 2. Datenbestand: 30.6.2011; 31.8.2014; 31.8.2015…; Gemeindeverzeichnis 1880; Gemeindeverzeichnis 1890; Gemeindelexikon KK 04 (Gemeindeverzeichnis 1900); Gemeindeverzeichnis 1910; Gemeindeverzeichnis 1939; Ortsverzeichnis 2001: Steiermark (нем.).
Примечание: * — население за 1812, 1837 и 2011гг. указано без учёта населённого пункта Каталь, расположенного в двух кадастровых общинах (KG) одновременно: меньшая часть в KG Шварценбах (около 65—70 человек) и большая — в KG Мюльдорф бывшего судебного округа Юденбург.

### Ликвидация судебного округа
После Первой мировой войны судебный округ Обдах упраздняют с 31 мая 1923 года в соответствии с пунктом «D» Постановления Федерального правительства от 29 марта 1923 года № 187 и с 1 июня 1923 года включают в территориальную юрисдикцию судебного округа Юденбург.

### Состав судебного округа
Районный суд на момент его ликвидации состоял из семи политических общин: Гранитцен, Кинберг, Лафантегг, Обдах, Обдахегг, Преталь и Шварценбах, расположенных в семи кадастровых общинах бывшего судебного округа.
| Состав судебного округа Обдах по данным переписи 1923 года (политические общины) | Состав судебного округа Обдах по данным переписи 1923 года (политические общины) | Состав судебного округа Обдах по данным переписи 1923 года (политические общины) | Состав судебного округа Обдах по данным переписи 1923 года (политические общины) | Состав судебного округа Обдах по данным переписи 1923 года (политические общины) | Состав судебного округа Обдах по данным переписи 1923 года (политические общины) | Состав судебного округа Обдах по данным переписи 1923 года (политические общины) | Состав судебного округа Обдах по данным переписи 1923 года (политические общины) | Состав судебного округа Обдах по данным переписи 1923 года (политические общины) | Состав судебного округа Обдах по данным переписи 1923 года (политические общины) | Состав судебного округа Обдах по данным переписи 1923 года (политические общины) | Состав судебного округа Обдах по данным переписи 1923 года (политические общины) |
| № п/п | Текущий номер (1900)                                                             | Название общин                                                                   | Название общин                                                                   | Кадастровая площадь, га (1900)                                                   | Население, чел.                                                                  | Плотность населения, чел./км²                                                    | Землеобеспеченность, м²/чел.                                                     | Первое упоминание (дата образования)                                             | Община                                                                           | Община                                                                           | Община                                                                           |
| № п/п | Текущий номер (1900)                                                             |                                                                                  | (нем.)                                                                           | Кадастровая площадь, га (1900)                                                   | Население, чел.                                                                  | Плотность населения, чел./км²                                                    | Землеобеспеченность, м²/чел.                                                     | Первое упоминание (дата образования)                                             | тип (вид)                                                                        | статус (дата)                                                                    | Примечание                                                                       |
| --- | -------------------------------------------------------------------------------- | -------------------------------------------------------------------------------- | -------------------------------------------------------------------------------- | -------------------------------------------------------------------------------- | -------------------------------------------------------------------------------- | -------------------------------------------------------------------------------- | -------------------------------------------------------------------------------- | -------------------------------------------------------------------------------- | -------------------------------------------------------------------------------- | -------------------------------------------------------------------------------- | -------------------------------------------------------------------------------- |
| 1 | JU.III.1                                                                         | Гранитцен                                                                        | Granitzen                                                                        | 3 773                                                                            | colspan="3" см. Обдах                                                            | 1160                                                                             | LG                                                                               | —                                                                                | [ 14 ]                                                                           |                                                                                  |                                                                                  |
| 2 | JU.III.2                                                                         | Кинберг                                                                          | Kienberg                                                                         | 2 035                                                                            | 500                                                                              | 24,57                                                                            | 40 700                                                                           | 1310                                                                             | LG                                                                               | —                                                                                | [ 15 ]                                                                           |
| 3 | JU.III.3                                                                         | Лафантегг                                                                        | Lavantegg                                                                        | 4 715                                                                            | 758                                                                              | 16,08                                                                            | 62 203                                                                           | 1207                                                                             | LG                                                                               | —                                                                                | [ 16 ]                                                                           |
| 4 | JU.III.4                                                                         | Обдах                                                                            | Obdach                                                                           | 517                                                                              | 1 744                                                                            | 40,65                                                                            | 24 599                                                                           | 1190                                                                             | MG                                                                               | 1324                                                                             | [ 17 ] [ 18 ] [ 19 ]                                                             |
| 5 | JU.III.5                                                                         | Обдахегг                                                                         | Obdachegg                                                                        | 2 092                                                                            | 1 000                                                                            | 20,48                                                                            | 48 830                                                                           | 1400                                                                             | LG                                                                               | —                                                                                | [ 18 ]                                                                           |
| 6 | JU.III.6                                                                         | Преталь                                                                          | Prethal                                                                          | 2 791                                                                            | colspan="3" см. Обдахегг                                                         | 1150                                                                             | LG                                                                               | —                                                                                | [ 20 ]                                                                           |                                                                                  |                                                                                  |
| 7 | JU.III.7                                                                         | Шварценбах                                                                       | Schwarzenbach                                                                    | 2 107                                                                            | 370                                                                              | 17,56                                                                            | 56 946                                                                           | 1150                                                                             | LG                                                                               | —                                                                                | [ 21 ]                                                                           |
| | JU.III                                                                           | Обдах                                                                            | Obdach                                                                           | 18 030                                                                           | 4 372                                                                            | 24,25                                                                            | 41 240                                                                           | 1849.03.17                                                                       | GB                                                                               | 1923.06.30                                                                       |                                                                                  |
| Примечание: LG — сельская община или община без статуса (нем. Landgemeinde или просто Gemeinde); MG — ярмарочная община (нем. Marktgemeinde); SG — городская община (нем. Stadtgemeinde); GB — судебный округ (нем. Gerichtsbezirk). |                                                                                  |                                                                                  |                                                                                  |                                                                                  |                                                                                  |                                                                                  |                                                                                  |                                                                                  |                                                                                  |                                                                                  |                                                                                  |

| Состав судебного округа Обдах по данным переписи 1923 года (кадастровые общины) | Состав судебного округа Обдах по данным переписи 1923 года (кадастровые общины) | Состав судебного округа Обдах по данным переписи 1923 года (кадастровые общины) | Состав судебного округа Обдах по данным переписи 1923 года (кадастровые общины) | Состав судебного округа Обдах по данным переписи 1923 года (кадастровые общины) | Состав судебного округа Обдах по данным переписи 1923 года (кадастровые общины) | Состав судебного округа Обдах по данным переписи 1923 года (кадастровые общины) | Состав судебного округа Обдах по данным переписи 1923 года (кадастровые общины) | Состав судебного округа Обдах по данным переписи 1923 года (кадастровые общины) |
| № п/п                                                                           | Кадастровый номер (2015)                                                        | Название кадастровых общин                                                      | Название кадастровых общин                                                      | Кадастровая площадь, га (1900)                                                  | Население, чел.                                                                 | Плотность населения, чел./км²                                                   | Землеобес-печенность, м²/чел.                                                   | Политическая община                                                             |
| № п/п                                                                           | Кадастровый номер (2015)                                                        |                                                                                 | (нем.)                                                                          | Кадастровая площадь, га (1900)                                                  | Население, чел.                                                                 | Плотность населения, чел./км²                                                   | Землеобес-печенность, м²/чел.                                                   | Политическая община                                                             |
| ------------------------------------------------------------------------------- | ------------------------------------------------------------------------------- | ------------------------------------------------------------------------------- | ------------------------------------------------------------------------------- | ------------------------------------------------------------------------------- | ------------------------------------------------------------------------------- | ------------------------------------------------------------------------------- | ------------------------------------------------------------------------------- | ------------------------------------------------------------------------------- |
| 1                                                                               | 65401                                                                           | Гранитцен                                                                       | Granitzen                                                                       | 3 773                                                                           | colspan="3" см. Обдах                                                           | Гранитцен                                                                       |                                                                                 |                                                                                 |
| 2                                                                               | 65402                                                                           | Кинберг                                                                         | Kienberg                                                                        | 2 035                                                                           | 500                                                                             | 24,57                                                                           | 40 700                                                                          | Кинберг                                                                         |
| 3                                                                               | 65403                                                                           | Лафантегг                                                                       | Lavantegg                                                                       | 4 715                                                                           | 758                                                                             | 16,08                                                                           | 62 203                                                                          | Лафантегг                                                                       |
| 4                                                                               | 65404                                                                           | Обдах                                                                           | Obdach                                                                          | 517                                                                             | 1 744                                                                           | 40,65                                                                           | 24 599                                                                          | Обдах                                                                           |
| 5                                                                               | 65405                                                                           | Обдахегг                                                                        | Obdachegg                                                                       | 2 092                                                                           | 1 000                                                                           | 20,48                                                                           | 48 830                                                                          | Обдахегг                                                                        |
| 6                                                                               | 65406                                                                           | Преталь                                                                         | Prethal                                                                         | 2 791                                                                           | colspan="3" см. Обдахегг                                                        | Преталь                                                                         |                                                                                 |                                                                                 |
| 7                                                                               | 65407                                                                           | Шварценбах                                                                      | Schwarzenbach                                                                   | 2 107                                                                           | 370                                                                             | 17,56                                                                           | 56 946                                                                          | Шварценбах                                                                      |
|                                                                                 | 654                                                                             | Обдах                                                                           | Obdach                                                                          | 18 030                                                                          | 4 372                                                                           | 24,25                                                                           | 41 240                                                                          |                                                                                 |

## Современное положение
Данный раздел охватывает период с 1 июня 1923 года по настоящее время.

### Аншлюс (13.03.1938—13.04.1945)
Во времена аншлюса (13.03.1938—13.04.1945) постановлением имперского наместника в Австрии от 2 августа 1938 года № 350 с 13 августа 1938 года все земельные (нем. Landsgerichte), провинциальные (нем. Kreisgerichte) и районные суды (нем. Bezirksgerichte) были преобразованы в участковые суды (нем. Amtsgerichte). Бывший судебный округ Обдах оказался под полной юрисдикцией участкового суда Юденбург.
В административном отношении бывший судебный округ Обдах первоначально входил в состав административного округа (нем. Verwaltungsbezirk) Юденбург, впоследствии переименованного в ландкрайс (нем. Landkreis) Юденбург.

### Вторая Республика
Законом от 3 июля 1945 года № 47 было полностью восстановлено судоустройство Австрийской Республики до аншлюса Германией.

### Реорганизация общин
С момента ликвидации судебного округа Обдах на территории, подвластной его бывшей юрисдикции, осталась лишь одна полноценная политическая община из семи, первоначально входивших в его состав.
Реорганизация в упразднённом судебном округе Обдах, вошедшем в состав судебного округа Юденбург, за период с 1 июня 1923 года заключалась в следующем:
- переименование политических общин;
- перерегистрация политических общин, связанная со слиянием политических округов Книттельфельд и Юденбург в политический округ Мурталь;
- упразднение, слияние и объединение политических общин.

#### Переименование
За период, прошедший с момента ликвидации судебного округа Обдах, были переименованы три из семи политических общин, первоначально входивших в его состав.
| 1          |                       |                          |                         |                         |            |                         |
| Шварценбах | Шварценбах-ам-Грёсинг | Schwarzenbach am Größing | rowspan=3 Юденбург      | rowspan=3 Юденбург      | 01.06.1951 | LGBL. STM. Nr. 037/1951 |
| 2          | 6 08 07               | Кинберг                  | Санкт-Вольфганг-Кинберг | Sankt Wolfgang-Kienberg | 01.07.1979 | LGBL. STM. Nr. 007/1979 |
| 3          | 6 08 08               | Лафантегг                | Санкт-Анна-ам-Лафантегг | Sankt Anna am Lavantegg | 01.01.1990 | LGBL. STM. Nr. 107/1989 |

#### Преобразование
За данный период преобразований политических общин из одного вида в другой со сменой статуса на территории бывшего судебного округа Обдах не отмечалось.

#### Выделение (отделение, разделение и разъединение)
Разделения (разбиения) существующих политических общин бывшего судебного округа Обдах на более мелкие, как и разъединения ранее объединившихся между собой, входивших в первоначальный состав данного судебного округа, за данный период не происходило.

#### Перерегистрация
Статистическим управлением Австрии, начиная с 1971 года, всем политическим общинам присваиваются последовательные пятизначные идентификационным коды (нем. Община (Австрия)]).
При слиянии 1 января 2012 года политических округов Книттельфельд и Юденбург во вновь образованный политический округ Мурталь, а также дальнейшей структурной реформой местного самоуправления в Штирии, политическим общинам были присвоены новые идентификационные коды, приведенные в таблице ниже.
| Идентификационные коды политических общин бывшего судебного округа Обдах с 1971 года | Идентификационные коды политических общин бывшего судебного округа Обдах с 1971 года | Идентификационные коды политических общин бывшего судебного округа Обдах с 1971 года | Идентификационные коды политических общин бывшего судебного округа Обдах с 1971 года | Идентификационные коды политических общин бывшего судебного округа Обдах с 1971 года | Идентификационные коды политических общин бывшего судебного округа Обдах с 1971 года |
| № п/п                                                                                | Название политических общин                                                          | Название политических общин                                                          | Идентификационные коды                                                               | Идентификационные коды                                                               | Идентификационные коды                                                               |
| № п/п                                                                                |                                                                                      | (нем.)                                                                               | 1971—2011 гг.                                                                        | 2012—2014 гг.                                                                        | с 2015 года                                                                          |
| ------------------------------------------------------------------------------------ | ------------------------------------------------------------------------------------ | ------------------------------------------------------------------------------------ | ------------------------------------------------------------------------------------ | ------------------------------------------------------------------------------------ | ------------------------------------------------------------------------------------ |
| 1                                                                                    | Америнг                                                                              | Amering                                                                              | 6 08 01                                                                              | 6 20 01                                                                              | см. Обдах                                                                            |
| 2                                                                                    | Вайскирхен-ин-Штайермарк (часть)                                                     | Weißkirchen in Steiermark (Teil)                                                     | 6 08 23                                                                              | 6 20 37                                                                              | 6 20 48                                                                              |
| 3                                                                                    | Гранитцен                                                                            | Granitzen                                                                            | colspan="3" см. Обдах                                                                |                                                                                      |                                                                                      |
| 4                                                                                    | Кинберг / Санкт-Вольфганг-Кинберг                                                    | Kienberg / Sankt Wolfgang-Kienberg                                                   | 6 08 07                                                                              | 6 20 33                                                                              | rowspan=2 см. Обдах                                                                  |
| 5                                                                                    | Лафантегг / Санкт-Анна-ам-Лафантегг                                                  | Lavantegg / Sankt Anna am Lavantegg                                                  | 6 08 08                                                                              | 6 20 25                                                                              |                                                                                      |
| 6                                                                                    | Обдах                                                                                | Obdach                                                                               | 6 08 10                                                                              | 6 20 16                                                                              | 6 20 42                                                                              |
| 7                                                                                    | Обдахегг                                                                             | Obdachegg                                                                            | rowspan=2 colspan="2" см. Америнг                                                    | см. Обдах                                                                            |                                                                                      |
| 8                                                                                    | Преталь                                                                              | Prethal                                                                              |                                                                                      | см. Обдах                                                                            |                                                                                      |
| 9                                                                                    | Шварценбах / Шварценбах-ам-Грёсинг                                                   | Schwarzenbach / Schwarzenbach am Größing                                             | colspan="2" см. Эппенштайн                                                           | rowspan="2" см. Вайскирхен-ин-Штайермарк                                             |                                                                                      |
| 10                                                                                   | Эппенштайн (часть)                                                                   | Eppenstein (Teil)                                                                    | 6 08 03                                                                              | 6 20 04                                                                              |                                                                                      |

#### Ликвидация, упразднение, слияние и объединение
Два упразднения (№ 1, 5), одно слияние (№ 2) и два объединения (№ 3, 4) политических общин произошли с 1 июня 1923 года на территории ранее упразднённого судебного округа Обдах, находящегося под полной юрисдикцией судебного округа Юденбург.
| Список реорганизованных общин бывшего судебного округа Обдах | Список реорганизованных общин бывшего судебного округа Обдах | Список реорганизованных общин бывшего судебного округа Обдах | Список реорганизованных общин бывшего судебного округа Обдах | Список реорганизованных общин бывшего судебного округа Обдах | Список реорганизованных общин бывшего судебного округа Обдах | Список реорганизованных общин бывшего судебного округа Обдах | Список реорганизованных общин бывшего судебного округа Обдах | Список реорганизованных общин бывшего судебного округа Обдах | Список реорганизованных общин бывшего судебного округа Обдах | Список реорганизованных общин бывшего судебного округа Обдах |
| № | Старый код                                                   | Название                                                     | Сочетание [wurde vereinigt mit der (den) Gemeinde(n)]        | Новое название                                               | Новое название                                               | Новый код                                                    | Код и название политического округа                          | Дата вступления в силу                                       | Основание (Gesetzliche bzw. amtl. Grundlagen)                |                                                              |
| № | Старый код                                                   | Название                                                     | Сочетание [wurde vereinigt mit der (den) Gemeinde(n)]        |                                                              | (нем.)                                                       | Новый код                                                    | Код и название политического округа                          | Дата вступления в силу                                       | Основание (Gesetzliche bzw. amtl. Grundlagen)                |                                                              |
| --- | ------------------------------------------------------------ | ------------------------------------------------------------ | ------------------------------------------------------------ | ------------------------------------------------------------ | ------------------------------------------------------------ | ------------------------------------------------------------ | ------------------------------------------------------------ | ------------------------------------------------------------ | ------------------------------------------------------------ | ------------------------------------------------------------ |
| 1 |                                                              |                                                              |                                                              |                                                              |                                                              |                                                              |                                                              |                                                              |                                                              |                                                              |
| Шварценбах-ам-Грёсинг | Allersdorf bei Judenburg (Teil), Schoberegg                  | Эппенштайн                                                   | Eppenstein                                                   | 6 08 03                                                      | 608 — Юденбург                                               | 01.01.1965                                                   | LGBL. STM. Nr. 372/1964                                      |                                                              |                                                              |                                                              |
| rowspan=2 2 |                                                              |                                                              |                                                              |                                                              |                                                              |                                                              |                                                              |                                                              |                                                              |                                                              |
| Обдахегг | Prethal                                                      | Америнг                                                      | Amering                                                      | rowspan=2 6 08 01                                            | 608 — Юденбург                                               | rowspan=2 01.01.1968                                         | LGBL. STM. Nr. 145/1967                                      |                                                              |                                                              |                                                              |
| Преталь | Obdachegg                                                    | Америнг                                                      | Amering                                                      |                                                              | 608 — Юденбург                                               |                                                              | LGBL. STM. Nr. 145/1967                                      |                                                              |                                                              |                                                              |
| rowspan=2 3 |                                                              |                                                              |                                                              |                                                              |                                                              |                                                              |                                                              |                                                              |                                                              |                                                              |
| Гранитцен | Obdach                                                       | Обдах                                                        | Obdach                                                       | rowspan=2 6 08 10                                            | 608 — Юденбург                                               | rowspan=2 01.01.1970                                         | LGBL. STM. Nr. 213/1969                                      |                                                              |                                                              |                                                              |
| Обдах | Granitzen                                                    | Обдах                                                        | Obdach                                                       |                                                              | 608 — Юденбург                                               |                                                              | LGBL. STM. Nr. 213/1969                                      |                                                              |                                                              |                                                              |
| rowspan=4 4 | 6 20 01                                                      | Обдах                                                        | Obdach                                                       | Америнг                                                      | Obdach, Sankt Anna am Lavantegg, Sankt Wolfgang-Kienberg     | rowspan=4 6 20 42                                            | 620 — Мурталь                                                | rowspan=4 01.01.2015                                         | LGBL. STM. Nr. 149/2013                                      |                                                              |
| 6 20 16 | Обдах                                                        | Обдах                                                        | Obdach                                                       | Amering, Sankt Anna am Lavantegg, Sankt Wolfgang-Kienberg    |                                                              |                                                              | 620 — Мурталь                                                |                                                              | LGBL. STM. Nr. 149/2013                                      |                                                              |
| 6 20 25 | Санкт-Анна-ам-Лафантегг                                      | Обдах                                                        | Obdach                                                       | Amering, Obdach, Sankt Wolfgang-Kienberg                     |                                                              |                                                              | 620 — Мурталь                                                |                                                              | LGBL. STM. Nr. 149/2013                                      |                                                              |
| 6 20 33 | Санкт-Вольфганг-Кинберг                                      | Обдах                                                        | Obdach                                                       | Amering, Obdach, Sankt Anna am Lavantegg                     |                                                              |                                                              | 620 — Мурталь                                                |                                                              | LGBL. STM. Nr. 149/2013                                      |                                                              |
| 5 | 6 20 04                                                      | Эппенштайн                                                   | Maria Buch-Feistritz, Reisstraße, Weißkirchen in Steiermark  | Вайскирхен-ин-Штайермарк                                     | Weißkirchen in Steiermark                                    | 6 20 48                                                      | 620 — Мурталь                                                | 01.01.2015                                                   | LGBL. STM. Nr. 095/2013                                      |                                                              |
| Примечания: - Ликвидация (выделена «розовым цветом» #FFC0CB) — это реорганизация (передача с объединением) политических общин с переподчинением в другой политический округ (федеральную землю). - Упразднение (выделено «тёмно-персиковым цветом» #FFDAB9) — это реорганизация (передача с объединением) политических общин с переподчинением в другой судебный округ. - Слияние (выделено «розово-лавандовым цветом» #FFF0F5) — это объединение политических общин с присвоением общего нового (обезличенного) названия. - Объединение (выделено "цветом «побег папайи» #FFEFD5) — это присоединение одной или нескольких политических общин к политической общине, сохраняющей своё личное имя (название) для всех присоединённых общин. |                                                              |                                                              |                                                              |                                                              |                                                              |                                                              |                                                              |                                                              |                                                              |                                                              |

### Территориальная подсудность
С 1 октября 1976 года территориальная юрисдикция судебного округа Юденбург (кодовый номер 6081) расширилась на весь (ныне бывший) политический округ Юденбург, распространившись и на уже бывший судебный округ Оберцайринг.
Впоследствии, с 1 января 2012 года в соответствии с административной реформой в Штирии, политические округа Книттельфельд и Юденбург были объединены в единый политический округ Мурталь. По результатам этой реформы судебный округ Книттельфельд (кодовый номер 6091, с 01.01.2012 г. — 6202), территориально совпадавший с политическим округом Книттельфельд, с 1 июля 2013 года вошёл в состав судебного округа Юденбург (кодовый номер 6201), юрисдикция которого полностью распространилась на весь политический округ Мурталь.
| Состав бывшего судебного округа Обдах по данным первой регистрационной переписи от 31.10.2011 г. (политические общины в старых границах до 01.01.2015 г.) | Состав бывшего судебного округа Обдах по данным первой регистрационной переписи от 31.10.2011 г. (политические общины в старых границах до 01.01.2015 г.) | Состав бывшего судебного округа Обдах по данным первой регистрационной переписи от 31.10.2011 г. (политические общины в старых границах до 01.01.2015 г.) | Состав бывшего судебного округа Обдах по данным первой регистрационной переписи от 31.10.2011 г. (политические общины в старых границах до 01.01.2015 г.) | Состав бывшего судебного округа Обдах по данным первой регистрационной переписи от 31.10.2011 г. (политические общины в старых границах до 01.01.2015 г.) | Состав бывшего судебного округа Обдах по данным первой регистрационной переписи от 31.10.2011 г. (политические общины в старых границах до 01.01.2015 г.) | Состав бывшего судебного округа Обдах по данным первой регистрационной переписи от 31.10.2011 г. (политические общины в старых границах до 01.01.2015 г.) | Состав бывшего судебного округа Обдах по данным первой регистрационной переписи от 31.10.2011 г. (политические общины в старых границах до 01.01.2015 г.) |
| № п/п | Идентификационный код | Название политических общин | Название политических общин | Кадастровая площадь, га (2015) | Население, чел. | Плотность населения, чел./км² | Землеобеспеченность, м²/чел. |
| № п/п | Идентификационный код | | (нем.) | Кадастровая площадь, га (2015) | Население, чел. | Плотность населения, чел./км² | Землеобеспеченность, м²/чел. |
| --- | --- | --- | --- | --- | --- | --- | --- |
| 1 | 6 08 01 (6 20 01) | Америнг | Amering | 4 871,65 | 1 069 | 21,94 | 45 572 |
| 2 | 6 08 10 (6 20 16) | Обдах | Obdach | 4 279,40 | 2 108 | 49,26 | 20 301 |
| 3 | 6 08 08 (6 20 25) | Санкт-Анна-ам-Лафантегг | Sankt Anna am Lavantegg | 4 713,68 | 417 | 8,85 | 113 038 |
| 4 | 6 08 07 (6 20 33) | Санкт-Вольфганг-Кинберг | Sankt Wolfgang-Kienberg | 2 043,69 | 371 | 18,15 | 55 086 |
| 5 | 6 08 03 (6 20 04) | Эппенштайн (часть) | Eppenstein | 2 104,70 | 217 | 10,31 | 96 991 |
| | 6081 (6201) | Юденбург (часть) | Judenburg | 18 013,13 | 4 182 | 23,22 | 43 073 |

| Состав бывшего судебного округа Обдах по данным первой регистрационной переписи от 31.10.2011 г. (политические общины в новых границах с 01.01.2015 г.) | Состав бывшего судебного округа Обдах по данным первой регистрационной переписи от 31.10.2011 г. (политические общины в новых границах с 01.01.2015 г.) | Состав бывшего судебного округа Обдах по данным первой регистрационной переписи от 31.10.2011 г. (политические общины в новых границах с 01.01.2015 г.) | Состав бывшего судебного округа Обдах по данным первой регистрационной переписи от 31.10.2011 г. (политические общины в новых границах с 01.01.2015 г.) | Состав бывшего судебного округа Обдах по данным первой регистрационной переписи от 31.10.2011 г. (политические общины в новых границах с 01.01.2015 г.) | Состав бывшего судебного округа Обдах по данным первой регистрационной переписи от 31.10.2011 г. (политические общины в новых границах с 01.01.2015 г.) | Состав бывшего судебного округа Обдах по данным первой регистрационной переписи от 31.10.2011 г. (политические общины в новых границах с 01.01.2015 г.) | Состав бывшего судебного округа Обдах по данным первой регистрационной переписи от 31.10.2011 г. (политические общины в новых границах с 01.01.2015 г.) |
| № п/п | Идентификаци-онный код | Название политических общин | Название политических общин | Кадастровая площадь, га (2015) | Население, чел. | Плотность населения, чел./км² | Землеобеспеченность, м²/чел. |
| № п/п | Идентификаци-онный код | | (нем.) | Кадастровая площадь, га (2015) | Население, чел. | Плотность населения, чел./км² | Землеобеспеченность, м²/чел. |
| --- | --- | --- | --- | --- | --- | --- | --- |
| 1 | 6 20 48 | Вайскирхен-ин-Штайермарк (часть) | Weißkirchen in Steiermark | 2 104,70 | 217 | 10,31 | 96 991 |
| 2 | 6 20 42 | Обдах | Obdach | 15 908,43 | 3 965 | 24,92 | 40 122 |
| | 6201 | Юденбург (часть) | Judenburg | 18 013,13 | 4 182 | 23,22 | 43 073 |

| Состав бывшего судебного округа Обдах по данным первой регистрационной переписи от 31.10.2011 г. (кадастровые общины) | Состав бывшего судебного округа Обдах по данным первой регистрационной переписи от 31.10.2011 г. (кадастровые общины) | Состав бывшего судебного округа Обдах по данным первой регистрационной переписи от 31.10.2011 г. (кадастровые общины) | Состав бывшего судебного округа Обдах по данным первой регистрационной переписи от 31.10.2011 г. (кадастровые общины) | Состав бывшего судебного округа Обдах по данным первой регистрационной переписи от 31.10.2011 г. (кадастровые общины) | Состав бывшего судебного округа Обдах по данным первой регистрационной переписи от 31.10.2011 г. (кадастровые общины) | Состав бывшего судебного округа Обдах по данным первой регистрационной переписи от 31.10.2011 г. (кадастровые общины) | Состав бывшего судебного округа Обдах по данным первой регистрационной переписи от 31.10.2011 г. (кадастровые общины) | Состав бывшего судебного округа Обдах по данным первой регистрационной переписи от 31.10.2011 г. (кадастровые общины) |
| № п/п | Кадастровый номер (2015)                                                                                              | Название кадастровых общин                                                                                            | Название кадастровых общин                                                                                            | Кадастровая площадь, м² (2015)                                                                                        | Население, чел. | Плотность населения, чел./км²                                                                                         | Землеобеспеченность, м²/чел.                                                                                          | Политическая община                                                                                                   |
| № п/п | Кадастровый номер (2015)                                                                                              | | (нем.) | Кадастровая площадь, м² (2015)                                                                                        | Население, чел. | Плотность населения, чел./км²                                                                                         | Землеобеспеченность, м²/чел.                                                                                          | Политическая община                                                                                                   |
| --- | --- | --- | --- | --- | --- | --- | --- | --- |
| 1 | 65401 | Гранитцен | Granitzen | 37 645 310,74 | 528 | 14,03 | 71 298 | Обдах |
| 2 | 65402 | Кинберг | Kienberg | 20 436 896,24 | 371 | 18,15 | 55 086 | Обдах |
| 3 | 65403 | Лафантегг | Lavantegg | 47 136 817,44 | 417 | 8,85 | 113 038 | Обдах |
| 4 | 65404 | Обдах | Obdach | 5 148 711,02 | 1 580 | 306,87 | 3 259 | Обдах |
| 5 | 65405 | Обдахегг | Obdachegg | 20 916 438,88 | 862 | 41,21 | 24 265 | Обдах |
| 6 | 65406 | Преталь | Prethal | 27 800 092,71 | 207 | 7,45 | 134 300 | Обдах |
| 7 | 65407 | Шварценбах | Schwarzenbach | 21 047 007,58 | 217 | 10,31 | 96 991 | Вайскирхен-ин-Штайермарк (часть)                                                                                      |
| | 654 | Мурталь (часть) | Murtal | 180 131 274,61 | 4 182 | 23,22 | 43 073 | |

### Комментарии
1. ↑  1 йох = 1600 квадратных клафтеров = 5 754,641 м² (нем.)
2. ↑  1 венский клафтер = 1,896 м, 1 венский квадратный клафтер = 3,597 м², 1 австрийская миля = 7,586 км, 1 австрийская квадратная миля = 5 754,641 га.
3. 1 2  При подсчёте кадастровой площади за счёт округления возникла погрешность в 0,01 га.
4. ↑  Кадастровая площадь с учётом погрешности составляет 180 259 200,43 ± 12,59 м².
5. 1 2 3  Показатели рассчитаны без учёта жителей населённого пункта Каталь, расположенного в кадастровых общинах Шварценбах (≈ 65÷70 человек, меньшая часть) и Мюльдорф (бывший судебный округ Юденбург, большая часть). Schwarzenbach am Größing KG — 2001: 79-241, 2011: 70-217 (ohne Kathal T). KG: O Größenberg, Kathal T, Schwarzenbach am Größing. (нем.)